# Józef Konieczny (aktor)
Józef Konieczny (ur. 9 października 1932, zm. 25 kwietnia 2007 w Warszawie) – polski aktor teatralny i filmowy.

## Życiorys
W 1956 roku ukończył studia na PWST w Warszawie. Występował w następujących teatrach:
- Teatr Ziemi Pomorskiej
- Teatr Młodej Warszawy
- Teatr Dramatyczny w Bydgoszczy
- Teatr Współczesny w Warszawie

Został pochowany na komunalnym cmentarzu Północnym Warszawie (kwatera T-XXIII-19-5-1)

## Filmografia
- 1966: Ktokolwiek wie... − szef zmiany w fabryce telewizorów
- 1970: Szansa − docent Nowicki
- 1973: Wielka miłość Balzaka (odc. 1)
- 1977: Poza układem − żużlowiec ze złamaną nogą
- 1978: ...Gdziekolwiek jesteś panie prezydencie... − zastępca Starzyńskiego
- 1981: W obronie własnej − doktor Rechowicz
- 1987: Dorastanie (odc. 4 i 7)
- 1987: 07 zgłoś się − pan Leon, współszef gangu "Złocistego" (odc. 20)
- 1988: Królewskie sny (odc. 6 i 7)
- 1992: Kuchnia polska − Sylwestrowicz, przełożony Szymanki w Radzie Narodowej (odc. 3)

## Teatr Telewizji
Wystąpił w kilkudziesięciu spektaklach Teatru Telewizji. Ma na koncie m.in. role Borysa w spektaklu "Burza" (1969 r.), Wiktora w spektaklu "Korzeń, łodyga, kwiat" (1972 r.) i Piotra Kuźmina w spektaklu "Przejazdem" (1974 r.).